# Titus Corlățean
Titus Corlățean (ur. 11 stycznia 1968 w Medgidii) – rumuński polityk i prawnik, parlamentarzysta krajowy i europejski, minister sprawiedliwości (2012) oraz spraw zagranicznych (2012–2014).

## Życiorys
Ukończył w 1994 studia na wydziale prawa Uniwersytetu Bukareszteńskiego. Kształcił się następnie w paryskiej École nationale d'administration. Do 2001 pracował jako urzędnik w ministerstwie spraw zagranicznych. Następnie przez dwa lata pełnił funkcję doradcy premiera Rumunii ds. polityki zagranicznej. Od 2003 do 2004 zajmował stanowisko sekretarza stanu ds. diaspory w urzędzie premiera. W 2004 został wybrany w skład Izby Deputowanych z ramienia Partii Socjaldemokratycznej. W 2006 objął stanowisko sekretarza generalnego tego ugrupowania.
Od 2005 był obserwatorem w Europarlamencie, w styczniu 2007 uzyskał status posła do PE, zrezygnował jednak już w marcu tego samego roku. W listopadzie 2007 w powszechnych wyborach z listy PSD zdobył ponownie mandat deputowanego do Parlamentu Europejskiego. Był członkiem grupy socjalistycznej oraz wiceprzewodniczącym Komisji Prawnej.
Z PE odszedł w grudniu 2008 w związku z wyborem do Senatu, gdzie objął funkcję przewodniczącego komisji polityki zagranicznej. W 2012, 2016, 2020 i 2024 wybierany na senatora na kolejne kadencje.
Od 7 maja do 6 sierpnia 2012 pełnił funkcję ministra sprawiedliwości w rządzie Victora Ponty, następnie został nominowany na ministra spraw zagranicznych. Odwołany 10 listopada 2014 po pierwszej turze wyborów prezydenckich po krytyce związanej z niezapewnieniem odpowiedniej liczby miejsc do głosowania dla rumuńskiej diaspory. W 2020 był pełniącym obowiązki przewodniczącego wyższej izby parlamentu.

## Odznaczenia
- Kawaler Orderu Wiernej Służby (2004)[7]
- Order Honoru (Mołdawia, 2014)[8]